# Вибори до Херсонської обласної ради 2010
Вибори до Херсонської обласної ради 2010 — вибори до Херсонської обласної ради, що відбулися 31 жовтня 2010 року. Вибори пройшли за змішаною системою. 

## Результати виборів

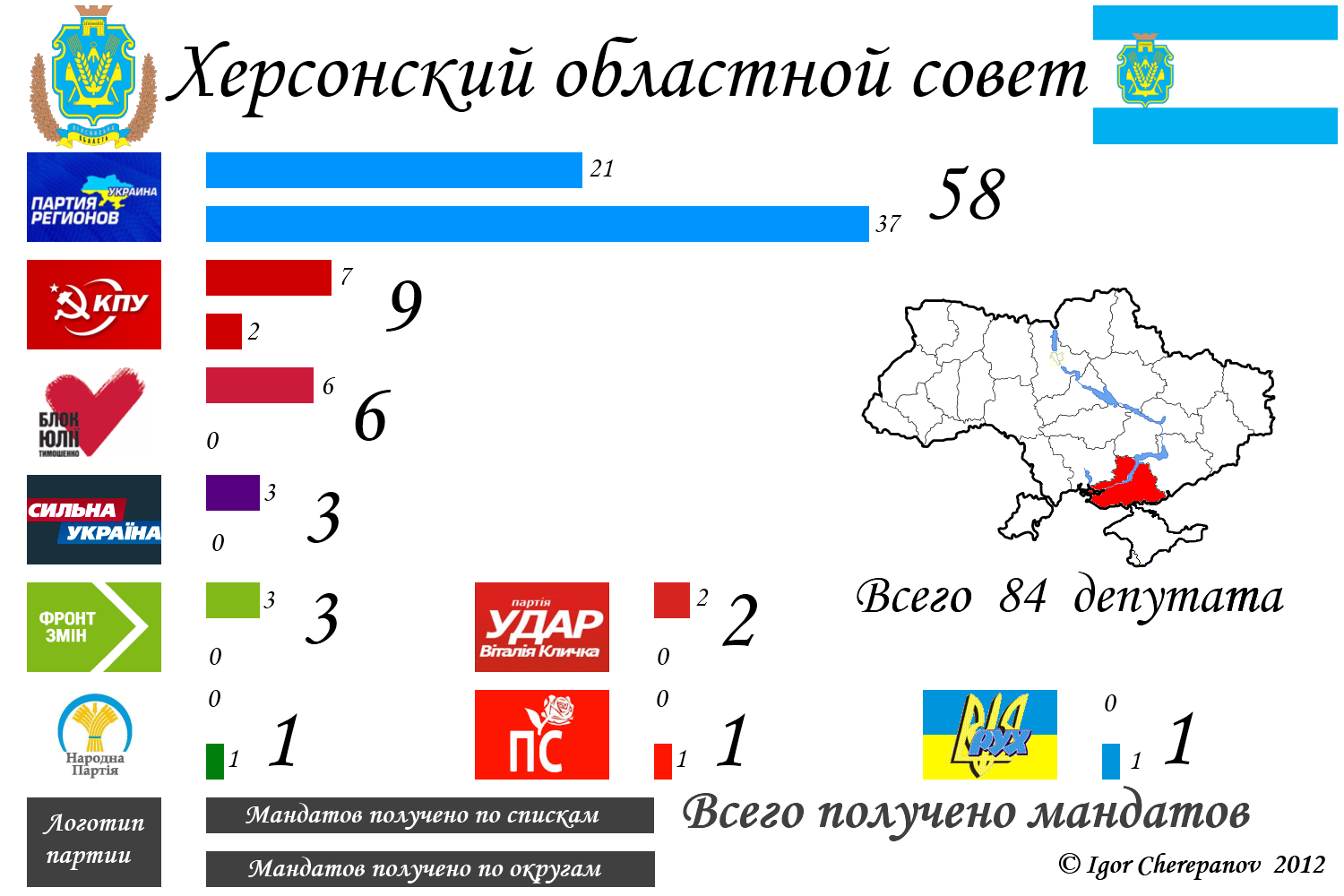
Результати виборів до Херсонської обласної ради

### Голосування за списки партій
| № | Партія чи блок                     | Голосів «За» | У %   | +/- відсотків у порівнянні з попередніми виборами | Місць |
| - | ---------------------------------- | ------------ | ----- | ------------------------------------------------- | ----- |
| 1 | Партія регіонів                    |              | 31,90 |                                                   | 21    |
| 2 | Комуністична партія України        |              | 11,02 |                                                   | 7     |
| 3 | ВО Батьківщина                     |              | 9,50  |                                                   | 6     |
| 4 | Фронт Змін                         |              | 4,53  |                                                   | 3     |
| 5 | Сильна Україна                     |              | 4,39  |                                                   | 3     |
| 6 | УДАР                               |              | 3,49  |                                                   | 2     |
|   | Наша Україна                       |              | 2,08  |                                                   | 0     |
|   | Всеукраїнське об'єднання «Свобода» |              | 0,76  |                                                   | 0     |
|   | Проти всіх                         |              |       | —                                                 | —     |
|   | Недійсні бюлетені                  |              |       | —                                                 | —     |
|   | В цілому                           |              | 100%  |                                                   |       |

### Одномандатні округи
| № | Партія                      | Здобуто місць |
| - | --------------------------- | ------------- |
| 1 | Партія регіонів             | 37            |
| 2 | Комуністична партія України | 2             |
| 3 | Народна партія              | 1             |
| 4 | Народний рух України        | 1             |
| 5 | Справедливість              | 1             |
| 5 |                             |               |

### Загальні підсумки здобутих партіями місць
| № | Партія                      | Здобуто місць |
| - | --------------------------- | ------------- |
| 1 | Партія регіонів             | 58            |
| 2 | Комуністична партія України | 9             |
| 3 | ВО «Батьківщина»            | 6             |
| 4 | Сильна Україна              | 3             |
| 5 | Фронт Змін                  | 3             |
| 6 | УДАР                        | 2             |
| 7 | Народна партія              | 1             |
| 8 | Народний Рух України        | 1             |
| 9 | Справедливість              | 1             |